# Versetzungszeichen
Versetzungszeichen sind Zeichen im Notentext, die eine Veränderung (Erhöhung oder Erniedrigung) der Tonhöhe eines Stammtones um einen oder zwei Halbtöne anzeigen. Man nennt sie auch Akzidentien (andere Schreibweise: Akzidenzien; Singular: das Akzidens)  oder Akzidentalien.
Darüber hinaus haben sich seit dem Beginn des 20. Jahrhunderts zur Notation von Musiken, deren Stimmungs- und Intonationskonventionen von den westlichen Normen abweichen, in der Musikethnologie und in der Notationspraxis der neuen Musik auch Versetzungszeichen für mikrotonale Intonationsvarianten, wie Viertel-, Sechstel-, Achtel- und Zwölfteltöne etabliert.

Versetzungszeichen: Kreuz, Be, Auflösungszeichen

## Geschichte der Versetzungszeichen

Handschrift des Introitus Nos autem in Quadratnotation mit b-förmiger Vorzeichnung vor dem B im obersten Zwischenraum des vierlinigen Systems mit C-Schlüsselung.

### Musica ficta
Seit der Antike ist in der europäischen Musiktheorie das Prinzip der heptatonischen (siebenschrittigen) Diatonik vorherrschend, die ihre melodische Spannung aus dem Wechsel von verschieden großen Tonabständen (Ganzton- und Halbton-Schritten) bezieht. Für die sieben Stammtöne setzte sich im Mittelalter zunehmend die Benennung mit den ersten sieben Buchstaben des aus dem lateinischen übernommenen Alphabets A-B-C-D-E-F-G durch, wobei die Tonbuchstabenfolge B/C und E/F Halbtonschritte implizieren. 
Für die als Musica ficta bezeichnete gelegentliche Hoch- oder Tiefalteration der Stammtöne, beispielsweise zur Erzielung eines zu den Tönen B/C bzw. E/F analogen leittönigen Anschlusses eines (annähernd) halbtönig zum „Cis“ erhöhten C an eine Finalis D oder zur Vermeidung unsanglicher Tritonussprünge bedurfte es in der mittelalterlichen Einstimmigkeit keiner Zusatzzeichen, da sich in der weitgehend schriftlos vermittelten Gesangspraxis Intonationsvarianten der Stammtöne aus dem jeweiligen musikalischen Kontext ergaben und sich die Ausführenden an den lokalen oder regionalen Tradierungskonventionen orientieren konnten.

### Versetzungszeichen als Folge der Mehrstimmigkeit

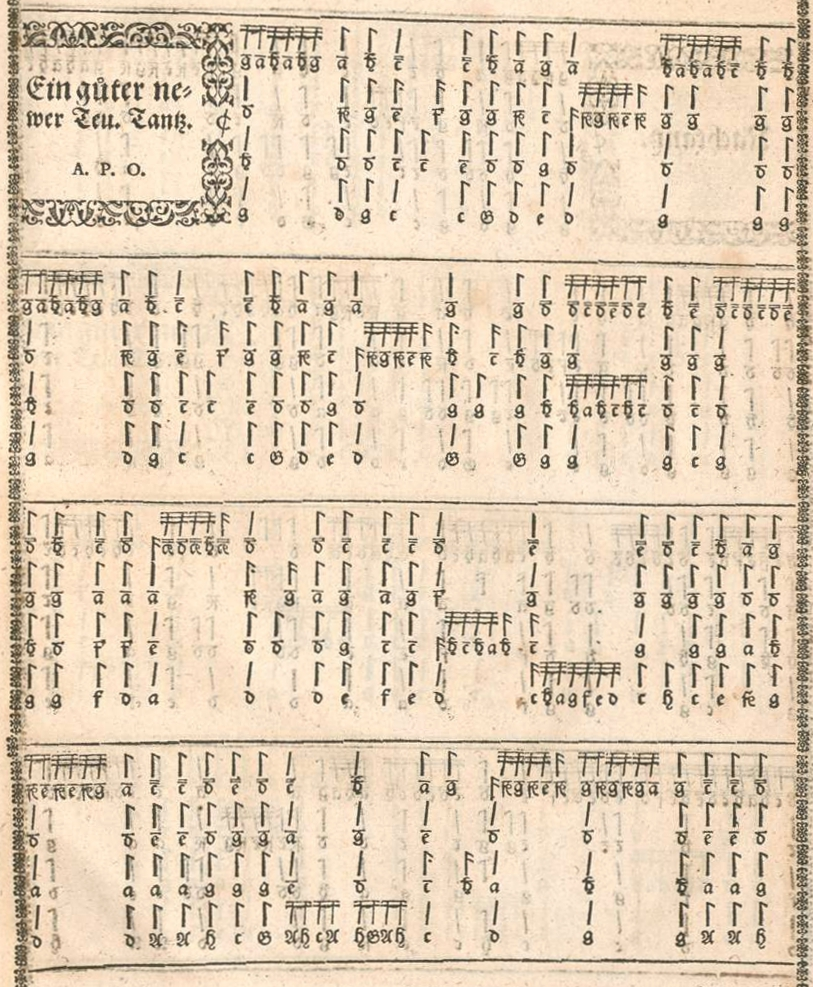
Deutsche Orgeltabulatur (1583) mit Verwendung der Druckletter h für das b quadratum und einer kleinen Schleife (f^{e}) für ein erhöhtes F (Fis).

Unter den neuen Anforderungen der Mehrstimmigkeit an die korrekte Intonation simultaner Zusammenklänge bildeten sich etwa ab dem Spätmittelalter „Versetzungszeichen“ im Notentext heraus, die sich anfangs nur auf die zwei Intonantionsvarianten des Stammtons B bezogen. Waren zuvor Intonationsvarianten der Stammtöne im einstimmigen Singen aus dem musikalischen Kontext ableitbar, waren diese durch die Praxis der Notation mehrstimmiger Sätze in isolierten Einzelstimmen für die Ausführenden nicht mehr unmittelbar nachvollziehbar. Aus der Notwendigkeit zur grafischen Differenzierung entwickelten sich zunächst zwei Zeichen, die eine korrekte Intonation des Tonbuchstabens B beim Zusammentreffen von F und B bzw. B und E zur Vermeidung simultaner Tritonusreibungen ermöglichen sollten:
Während das aufgrund der Schreibweise b rotundum („rundes B“) und wegen dessen Zugehörigkeit zum hexachordum molle der mittelalterlichen Hexachordlehre auch als b molle („weiches B“) bezeichnete B einen Halbton über dem Nachbarton A liegt, beträgt der Tonschritt zwischen dem Nachbarton A und dem eckig geschriebenen b quadratum („quadratisches B“) wegen dessen Zugehörigkeit zum hexachordum durum auch als b durum („hartes B“) bezeichnete B einen Ganzton. Durch das b rotundum wurde die Intonation des Simultanklangs F/B bzw. B/F, durch das b quadratum des Simultanklang B/E bzw. E/B unmissverständlich als reine Quarte bzw. Quinte bestimmbar. 
Die ursprünglich im Kontext der Mehrstimmigkeit entstandene Notationspraxis der eindeutigen Vorzeichnung wurde dann auch in rein einstimmigen Kompositionen zur Norm. Das b rotundum ist der direkte Vorläufer unseres heutigen Versetzungszeichens ♭, während sich aus dem b quadratum später sowohl das Auflösungszeichen ♮ als auch das Kreuz ♯ entwickelten. Aus der Bezeichnung b molle leiten sich auch fremdsprachige Tonbezeichnungen, wie bemolle (italienisch) und bémol (französisch) für um einen Halbton erniedrigte Stammtöne ab. 

### Einflüsse der Instrumentalnotation und Benennung alterierter Töne im deutschsprachigen Raum
Ausgehend vom deutschsprachigen Raum ist es aufgrund des dort bis weit ins 18. Jahrhundert reichenden Einflusses der Orgeltabulatur und deren Besonderheit in der grafischen Darstellung des b quadratum mittels eines dem Buchstaben „h“ ähnelnden Zusatzzeichens (b) bzw. B)) zu einer Aufspaltung in die Tonbuchstaben B für b rotundum und H für b quadratum gekommen.
Erhöhungen eines Tones wurden in der Orgeltabulatur durch eine dem Tonbuchstaben angefügte e-förmige Schleife (fe) angezeigt, die von den Tironischen Noten der antiken lateinischen Stenografie übernommen wurde und dort die Endsilbe „-is“ bzw. -„es“ bezeichnet, was im deutschsprachigen Raum bei Erhöhung zu Tonbezeichnungen wie „Fis“ oder „Cis“, und bei Erniedrigung anderer Töne als B zu „Des“ oder „Ges“ führte.

## Arten von Versetzungszeichen
Man unterscheidet:
- das Kreuz (♯) für die Erhöhung um einen Halbton; an den Notennamen wird das Suffix „-is“ gehängt (z. B. C → Cis, H → His)
- das Doppelkreuz () für die Erhöhung um zwei Halbtöne, an den Notennamen wird das Suffix „-isis“ gehängt (z. B. C → Cisis, H → Hisis)
- das B (♭) für die Erniedrigung um einen Halbton, an den Notennamen wird das Suffix „-es“ gehängt (z. B. C → Ces, aber: H → B, A → As, E → Es)
- das Doppel-b () für die Erniedrigung um zwei Halbtöne, an den Notennamen wird das Suffix „-eses“ gehängt (z. B. C → Ceses, A → Asas oder Ases, H → Heses)
- Ein Auflösungszeichen (♮) hebt die Wirkung eines Vor- oder Versetzungszeichens im Takt auf.

Sämtliche Versetzungen gehen vom Stammton aus, nicht von einem evtl. vorgezeichneten Ton. Bei einer Vorzeichnung mit einem ♯ wird aus einem Fis mit einem Versetzungszeichen ♭ ein Fes, kein F.
Doppelakzidenzien treten dort auf, wo der Grundton bereits durch eine Vorzeichnung um einen halben Ton verändert wurde; einen nicht vorgezeichneten Ton mit einem Doppelakzidens zu versehen, entspricht nicht der musikalischen Praxis, da hierfür der enharmonische Ton verwendet wird (z. B. Fisis bei A-Dur (Fis, Cis und Gis sind vorgezeichnet) wäre korrekt, bei a-Moll (keine Vorzeichen) wäre es G).

### Viertelton- und Sechsteltonversetzungszeichen
Versetzungszeichen für Viertel- und Sechsteltöne werden in der Viertelton-Musik, für die Notation von orientalischer Musik (etwa von auf dem Dastgah-System beruhender persischer Musik) und allgemein für mikrotonale Musik verwendet. Es existiert bisher kein einheitliches Zeichensystem wie bei den Halbtonversetzungszeichen, die verwendeten Zeichen sind i. d. R. Modifikationen der Halbtonzeichen Kreuz (♯) und b (♭).
|  | Erhöhung um einen Viertelton     |  | Erhöhung um drei Vierteltöne     |
|  | Erniedrigung um einen Viertelton |  | Erniedrigung um drei Vierteltöne |

Weitere Beispiele für Viertelton- und Sechsteltonnotationen mit Angabe der Abweichungen in Cent:
|  |

### Warnakzidenzien
Aus Gründen der Klarheit werden gelegentlich eigentlich überflüssige Versetzungszeichen dennoch als Warnakzidenzien (auch Erinnerungsvorzeichen genannt) gesetzt, beispielsweise in folgenden Fällen:
- wenn im Takt vorher eine andere Versetzung galt;
- wenn in einer anderen Stimme gleichzeitig oder kurz vorher (im selben Takt) eine andere Versetzung gilt (z. B. bei einem Querstand);
- wenn übergebundene Noten, die die Alteration beibehalten, durch einen Zeilenwechsel getrennt werden, so wird das Versetzungszeichen am Beginn der neuen Zeile wiederholt.

Warnakzidenzien werden gelegentlich dadurch kenntlich gemacht, indem man sie einklammert, kleiner druckt oder oberhalb der betreffenden Note setzt.

### Abgrenzung zu Vorzeichen
Versetzungszeichen unterscheiden sich in mehrfacher Hinsicht von der Verwendung der gleichen Zeichen als Vorzeichen und unterliegen eigenen Regeln:
- Versetzungszeichen stehen direkt vor einer bestimmten Note. Im Unterschied dazu stehen Vorzeichen unmittelbar nach dem Schlüssel (vor der Taktangabe).
- Versetzungszeichen gelten nur für genau die bezeichnete Tonhöhe, nicht für alle Oktavbereiche.
- Ein Versetzungszeichen gilt nur in demjenigen Takt, in dem es notiert ist. Außer bei übergebundenen Noten gilt nach dem nächsten Taktstrich also wieder die vorgezeichnete Tonhöhe. Demgegenüber gelten Vorzeichen bis zum Ende des jeweiligen Musikstücks, es sei denn, sie werden durch eine neue Vorzeichnung aufgehoben.

## Benennung von Versetzungszeichen
Im Deutschen gelten folgende Regeln:
- Bei der Erhöhung durch ein Kreuz wird der Name des Stammtons um das Suffix „-is“ erweitert, die erhöhten Töne heißen also cis, dis, eis (sprich e-is), fis, gis, ais (sprich a-is), his.
- Erniedrigung wird in den meisten Fällen durch das Suffix „-es“ gekennzeichnet, Ausnahmen machen die Stammtöne e, a und h. Im Einzelnen sind die erniedrigten Töne so benannt: ces, des, es, fes, ges, as, b (statt hes).
- Durch ein Doppelkreuz doppelt erhöhte Töne werden mit cisis, disis, eisis, fisis ... bezeichnet. Doppelte Erniedrigung durch ein Doppel-b ergibt die Tonnamen ceses, deses, eses, feses, geses, asas oder ases, heses (statt bes). Diese doppelten Alterationen treten fast immer nur kurzfristig als Versetzungszeichen auf, als Vorzeichen nur bei seltenen Tonarten wie Fes-Dur.
- Im Sprachgebrauch ist es auch üblich, die vorübergehenden Versetzungszeichen etwas unscharf „Vorzeichen“ zu nennen. Zur besseren Unterscheidung sollten in diesem Fall die am Beginn des Notensystems stehenden Vorzeichen „Generalvorzeichen“ genannt werden.

Im englischen und romanischen Sprachraum werden die Stammtonnamen selbst nicht erweitert, sondern bekommen nachgestellte Attribute:
- ♯: engl. sharp, franz. dièse, ital. diesis
- ♭: engl. flat, franz. bémol, ital. bemolle.

Siehe hierzu: Anderssprachige Tonbezeichnungen

### Bezeichnungen alterierter Töne
| Doppel-b       | ♭   | Stammton / ♮ | ♯                      | Doppelkreuz |
| -------------- | --- | ------------ | ---------------------- | ----------- |
| Ceses          | Ces | C            | Cis                    | Cisis       |
| Deses          | Des | D            | Dis                    | Disis       |
| Eses           | Es  | E            | Eis (gesprochen: E-is) | Eisis       |
| Feses          | Fes | F            | Fis                    | Fisis       |
| Geses          | Ges | G            | Gis                    | Gisis       |
| Asas oder Ases | As  | A            | Ais (gesprochen: A-is) | Aisis       |
| Heses          | B   | H            | His                    | Hisis       |

Die Benennung der alterierten Töne geschieht unabhängig von möglichen enharmonischen Verwechslungen. So ist z. B. der Ton His, den man durch Erhöhung des H erhält, in reiner Stimmung und damit in der harmonischen Funktion ein anderer Ton als das C. In gleichstufiger Stimmung werden diese beiden Töne allerdings auf den gleichen Ton abgebildet, wodurch z. B. die Tasten der Klaviatur jeweils mehrere Tonnamen erhalten.
| His C Deses | Hisis Cis Des | Cisis D Eses | Dis Es Feses | Disis E Fes | Eis F Geses | Eisis Fis Ges | Fisis G Asas | Gis — As | Gisis A Heses | Ais B Ceses | Aisis H Ces |

## Darstellung in Computersystemen
| Zeichen | Unicode Codepunkt verlinkt auf den Unicodeblock | Bezeichnung/Beschreibung     | Dezimal- code | HTML- Entität | LaTeX    | Tastatureingabe mit Belegung E1 |
| ------- | ----------------------------------------------- | ---------------------------- | ------------- | ------------- | -------- | ------------------------------- |
| ♯       | U+266F musical sharp sign                       | Kreuz                        | 9839          | &#x9839;      | \sharp   |                                 |
| ♭       | U+266D musical flat sign                        | b                            | 9837          | &#x266D;      | \flat    |                                 |
| ♮       | U+266E natural sign                             | Auflösungszeichen            | 9838          | &#x266D;      | \neutral |                                 |
| 𝄪       | U+1D12A musical symbol double sharp             | Doppelkreuz                  | 119082        | &#x1D12A;     |          |                                 |
| 𝄫       | U+1D12B musical symbol double flat              | Doppel-b                     | 119083        | &#x1D12B;     |          |                                 |
| 𝄬       | U+1D12C musical symbol flat up                  | b erhöht                     | 119084        | &#x1D12C;     |          |                                 |
| 𝄭       | U+1D12D musical symbol flat down                | b erniedrigt                 | 119085        | &#x1D12D;     |          |                                 |
| 𝄮       | U+1D12E musical symbol natural up               | Auflösungszeichen erhöht     | 119086        | &#x1D12E;     |          |                                 |
| 𝄯       | U+1D12F musical symbol natural down             | Auflösungszeichen erniedrigt | 119087        | &#x1D12F;     |          |                                 |
| 𝄰       | U+1D130 musical symbol sharp up                 | Kreuz erhöht                 | 119088        | &#x1D130;     |          |                                 |
| 𝄱       | U+1D131 musical symbol sharp down               | Kreuz erniedrigt             | 119089        | &#x1D131;     |          |                                 |
| 𝄲       | U+1D132 musical symbol quarter tone sharp       | Viertelton-Kreuz             | 119090        | &#x1D132;     |          |                                 |
| 𝄳       | U+1D133 musical symbol quarter tone flat        | Viertelton-b                 | 119091        | &#x1D133;     |          |                                 |

## Nationale und historische Notationskonventionen
In der romantischen Musik (z. B. Verdi, Bizet, Rossini, Berlioz, Debussy, Puccini, Enescu usw.) war es meist üblich, die Versetzungszeichen im neuen Takt auch dann zu setzen, wenn ein Bindebogen gesetzt war. Diese Schreibweise ist unmissverständlich und erübrigt das Setzen von Warnakzidenzien im Falle eines Seiten- oder Zeilenumbruchs. Aber auch Richard Wagner, Anton Bruckner und Felix Weingartner haben so notiert. Man nannte sie oft auch „französische Notation“. Sogar bei Peter Iljitsch Tschaikowski findet man gelegentlich diese Schreibweise, die aber von ihm oft nur inkonsequent verwandt wurde.
In gedruckten Ausgaben wurde von den Verlagen sehr unterschiedlich verfahren: Deutsche Verlage änderten meist nach ihren Haus-Regeln ab, die sich weltweit immer mehr durchgesetzt haben – vielleicht weil sie etwas Platz sparen. Man nennt sie auch „deutsche Notation“. Die romanischen Originalverleger Verdis, Puccinis, Debussys, Bizets und anderer romanischer Komponisten behielten diese Notation lange Zeit bei. Bereits bei Ravel und Dukas haben aber die französischen Verleger die neuere, deutsche Notation verwendet. Wie deren Manuskripte waren, ist nicht näher bekannt. Immer wieder fand man diese Notation auch bei jüngeren, oft osteuropäischen Komponisten.
Die Brucknerschen Erstdrucke wurden alle normiert; erst die Bruckner-Gesamtausgabe (Haas und auch Nowak) übernahm wieder diese originale Notation. Nach Nowaks Tod wurde die „französische Notation“ von der Editionsleitung jedoch nicht mehr verwendet. Neuere Urtext-Ausgaben sind hier sehr inkonsequent, denn obwohl die originale Notation auch eine werkimmanente Eigenart des Komponisten ist, wird, trotz vorgeblicher Urtext-Prämisse, meist normiert.
Die Notationsweise von Alban Berg und anderen Komponisten der Moderne – bei jeder Note ein Vorzeichen oder ein Auflösungszeichen zu setzen – ist trotz scheinbarer Ähnlichkeit mit der französischen Notation nicht mit dieser identisch: Bei Überbindungen wird dort nach deutschen Regeln verfahren.
Die französischen Notationskonventionen stammen aus deren Opernpraxis. Mit sehr wenigen Orchesterproben mussten dort schwierige Werke „vom Blatt“ gespielt werden. Auch müssen in der Oper die Spieler ständig auch auf andere Dinge achten, besonders auf die Vorgänge auf der Bühne. Daher wechseln die Augen ständig zwischen dem Notenblatt und Blick auf den Dirigenten. In diesem Falle sind die zusätzlichen Vorzeichen der französischen Notation hilfreich.
Bei der „deutschen Notation“ muss auf den Seiten- und Zeilenumbruch geachtet werden. Dort werden dann häufig – wie in der französischen Tradition – zusätzliche Versetzungszeichen gesetzt. Manche Verlage (u. a. Boosey & Hawkes) setzen diese Warnakzidenzien in Klammern. Die Dvořák- und Tschaikowski-Gesamtausgabe haben diese Vorzeichen nicht gesetzt.

### Notensatz und Notationskunde
- Elaine Gould: Hals über Kopf. Das Handbuch des Notensatzes. Deutsche Fassung von Arne Muus und Jens Berger. Faber Music, London 2014, ISBN 978-1-84367-048-3 (englisch: Behind Bars.).
- Albert C. Vinci: Die Notenschrift. Grundlagen der traditionellen Musiknotation. Bärenreiter, Kassel u. a. 1988, ISBN 3-7618-0900-X.

### Artikel in Nachschlagewerken
- Clemens Kühn: Akzidentien. In: Ludwig Finscher (Hrsg.): Die Musik in Geschichte und Gegenwart. Zweite Ausgabe, Sachteil, Band 1 (Aachen – Bogen). Bärenreiter/Metzler, Kassel u. a. 1994, ISBN 3-7618-1102-0 (Online-Ausgabe, für Vollzugriff Abonnement erforderlich)
- Ulrich Michels: dtv-Atlas zur Musik. Band 1. dtv, München 1977, ISBN 3-423-03022-4, S. 66 f.; 71.
- Akzidentien. In: Wolfgang Ruf, Annette van Dyck-Hemming (Hrsg.): Riemann Musiklexikon. 13., neu überarbeitete und aktualisierte Auflage. Band 1: A–Domh. Schott, Mainz 2012, ISBN 978-3-7957-0006-5, S. 42–43.

### Allgemeine Musiklehren (Auswahl)
- Hermann Grabner: Allgemeine Musiklehre. 24. Auflage. Bärenreiter, Kassel 2008, ISBN 978-3-7618-0061-4, S. 53–57.
- Christoph Hempel: Neue allgemeine Musiklehre. Schott, Mainz 1997, ISBN 3-254-08200-1, S. 42–46.
- Kurt Johnen: Allgemeine Musiklehre. 22. Auflage. Reclam, Stuttgart 2010, ISBN 978-3-15-018761-6, S. 39–43.
- Hans Renner: Grundlagen der Musik. Neu bearbeitet von Dorothee Göbel. 18. Auflage. Atlantis, Mainz 2003, ISBN 3-254-08367-9, S. 24 f.
- Erich Wolf: Die Musikausbildung. Band 1: Allgemeine Musiklehre. 7. Auflage. Breitkopf & Härtel, Wiesbaden 1985, ISBN 3-7651-0044-7, S. 6–10.
- Wieland Ziegenrücker: ABC Musik. Allgemeine Musiklehre. 6. Auflage. Breitkopf & Härtel, Wiesbaden 2009, ISBN 978-3-7651-0309-4, S. 38–42.